# 10e parallèle nord
Pour les articles homonymes, voir 10e parallèle.

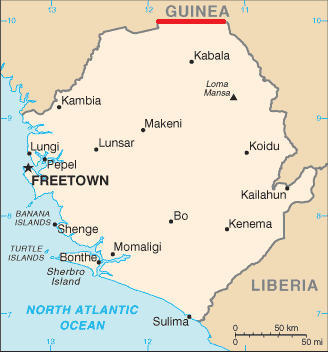
Carte de la Sierra Leone, montrant le 10e parallèle nord faisant partie de la frontière avec la Guinée

En géographie, le 10e parallèle nord est le parallèle joignant les points de la surface de la Terre dont la latitude est égale à 10° nord.
Il définit une partie de la frontière entre la Guinée et la Sierra Leone.

## Pays et mers traversés
En partant du méridien de Greenwich et en se dirigeant vers l'est, le 10e parallèle nord traverse les pays suivants :
- Ghana
- Togo
- Bénin
- Nigeria
- Cameroun
- Tchad
- République centrafricaine
- Soudan
- Éthiopie
- Somalie
- Océan Indien
- Inde (sud des îles Laquedives et pointe sud de l'Inde avec Cochin)
- Océan Indien
- Birmanie
- Thaïlande
- Viêt Nam (d'abord par les îles côtières de la pointe sud de l'île Phú Quốc)
- Océan Pacifique (mer de Chine du Sud)
- Îles Spratley
- Philippines (îles de Palawan, mer de Sulu, Negros, Cebu, Bohol, Leyte, Dinagat, Siargao)
- Océan Pacifique
- États fédérés de Micronésie (atoll de Ulithi)
- Océan Pacifique
- Îles Marshall (atoll de Likiep)
- Océan Pacifique
- Costa Rica
- Océan Atlantique (mer des Caraïbes)
- Colombie
- Venezuela
- Océan Atlantique (en longeant la côte sur de Trinidad)
- Guinée (marque une partie de la frontière avec le  Sierra Leone)
- Côte d'Ivoire
- Burkina Faso